# Väinö Ikonen
Väinö Ikonen (n. 5 octombrie 1895, Tuusniemi, Marele Principat al Finlandei, Imperiul Rus – d. 10 februarie 1954, Helsingfors, Finlanda) a fost un luptător ce a reprezentat Finlanda, medaliat olimpic. A participat la o ediție a Jocurilor Olimpice (1924) în care a câștigat o medalie de bronz.

## Participări
Lista de mai jos prezintă principalele competiții la care a participat Väinö Ikonen de-a lungul carierei.
- wrestling at the 1924 Summer Olympics – men's Greco-Roman bantamweight[*]